# Lordelo (Felgueiras)
Lordelo is een plaats (freguesia) in de Portugese gemeente Felgueiras en telt 356 inwoners (2001).